# Andrew McKenzie (Bischof)

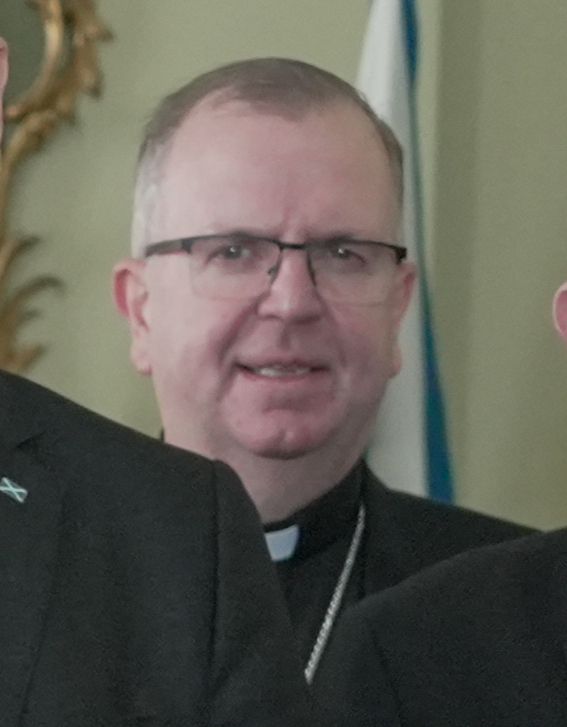
Andrew McKenzie, 2024

Andrew McKenzie (* 14. Oktober 1964 in Glasgow) ist ein schottischer römisch-katholischer Geistlicher und Bischof von Dunkeld.

## Leben
Andrew McKenzie besuchte von 1969 bis 1976 die Our Lady of the Rosary Primary School und von 1976 bis 1982 die Lourdes Secondary School in Glasgow. Anschließend studierte er Philosophie und Katholische Theologie am St. Peter’s College in Newlands (1982–1985) und am Chesters College in Bearsden (1985–1988). Am 31. Oktober 1988 empfing er in der Kirche Our Lady of Lourdes in Cardonald durch den Erzbischof von Glasgow, Thomas Joseph Winning, das Sakrament der Priesterweihe für das Erzbistum Glasgow.
McKenzie war nach der Priesterweihe zuerst als Pfarrvikar der Pfarrei St. Michael in Dumbarton und als Kaplan an der dortigen Our Lady and St. Patrick’s High School tätig, bevor er 1994 Pfarrvikar der Pfarrei Holy Cross in Croy sowie Kaplan an der St. Ninian’s High School in Kirkintilloch und an der St. Maurice’s High School in Cumbernauld wurde. 1996 wurde er für weiterführende Studien in die USA entsandt, wo er 1998 an der Saint John’s University in Collegeville einen Master im Fach Liturgiewissenschaft erwarb. Nach der Rückkehr in seine Heimat im Jahr 1998 wirkte McKenzie zunächst kurzzeitig als Pfarrvikar der St. Andrew’s Cathedral in Glasgow, bevor er 1999 Ausbilder am Scotus College in Bearsden wurde. Von 2005 bis 2013 war er Verantwortlicher für die Berufungspastoral im Erzbistum Glasgow und Direktor der Vereinigung Priests for Scotland. Anschließend war er als Pfarrer der Pfarrei St. Joseph in Tollcross tätig. Zudem war er in dieser Zeit Pfarradministrator der Pfarrei St. Joachim in Carmyle. Darüber hinaus gehörte er von 2019 bis 2021 dem Priesterrat des Erzbistums Glasgow an. Ab 2022 war McKenzie Domherr und Pfarradministrator der St. Andrew’s Cathedral in Glasgow. Bereits ab 2012 fungierte er zusätzlich als Zeremoniar des Erzbistums.
Am 27. Mai 2024 ernannte ihn Papst Franziskus zum Bischof von Dunkeld. Der Erzbischof von Saint Andrews und Edinburgh, Leo Cushley, spendete ihm am 10. August desselben Jahres in der Kathedrale St. Andrew in Dundee die Bischofsweihe; Mitkonsekratoren waren der Erzbischof von Glasgow, William Nolan, und der Bischof von Motherwell, Joseph Anthony Toal.